# Секретер
Секрете́р (фр. secrétaire, от фр. secrète — потайной, скрытый; лат. secretus) — тип мебели, сложившийся во Франции в середине XVIII века, а затем получивший распространение в Англии, Германии, России и других странах. В секретере соединяются откидная доска, наподобие бюро, служащая письменным столом, и миниатюрный шкаф типа кабинета с множеством потайных ящиков и секретных механизмов для хранения тайных писем, драгоценностей и важных деловых бумаг. Близкий испанский тип мебели — варгуэна (исп., массивный кабинет на подстолье с откидывающейся крышкой).

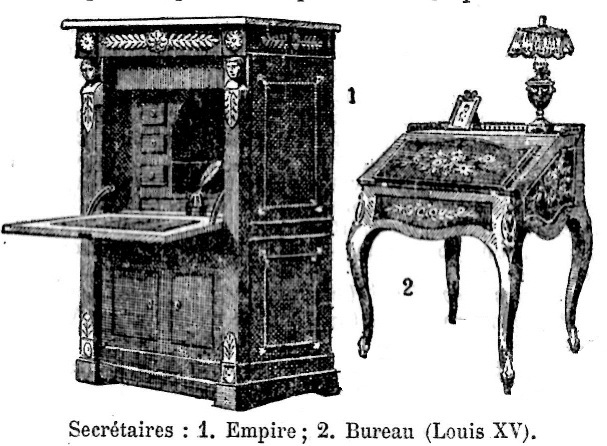
Секретер и бюро
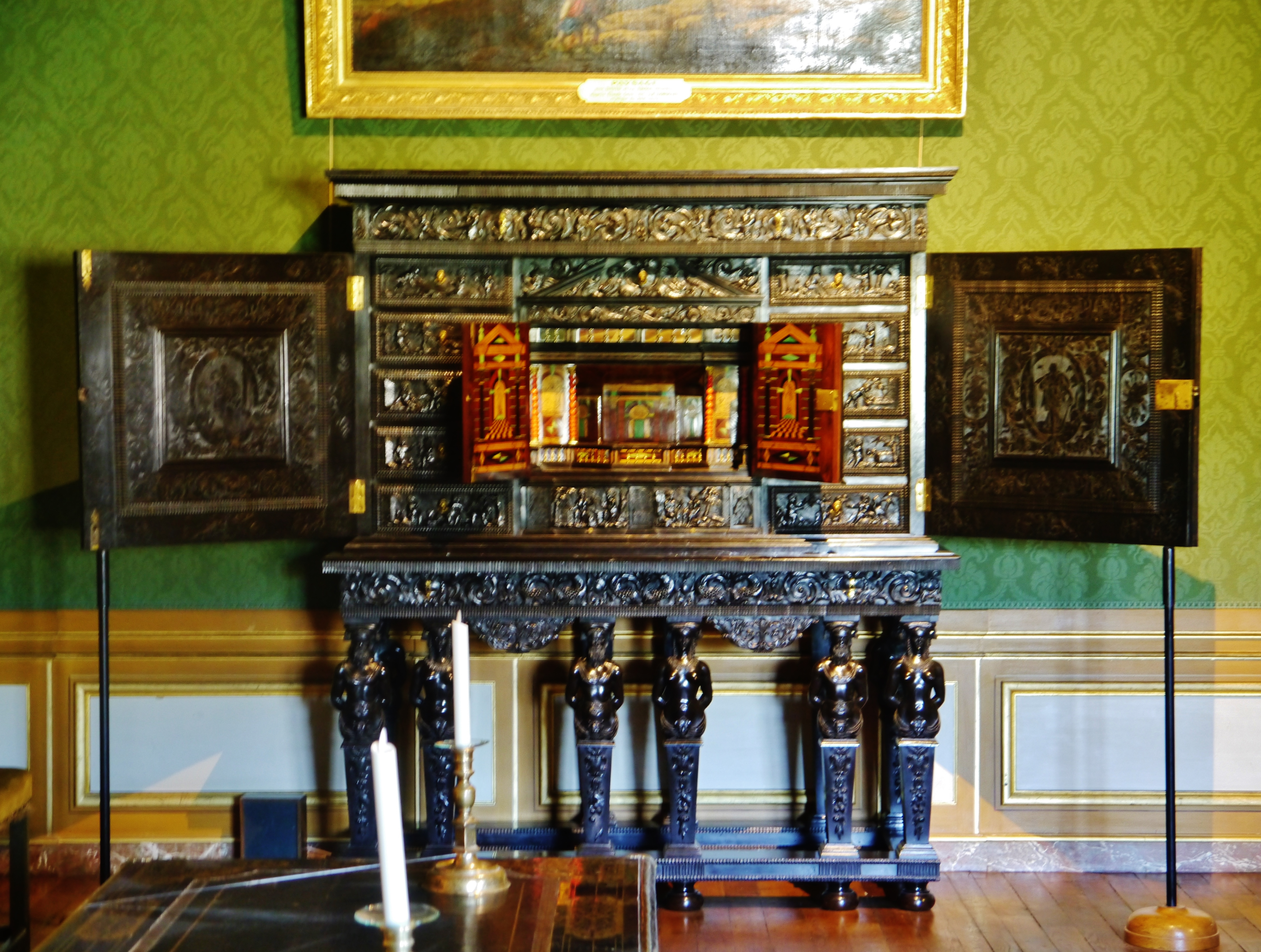
Секретер чёрного дерева. XVII в. Дворец Во-ле-Виконт
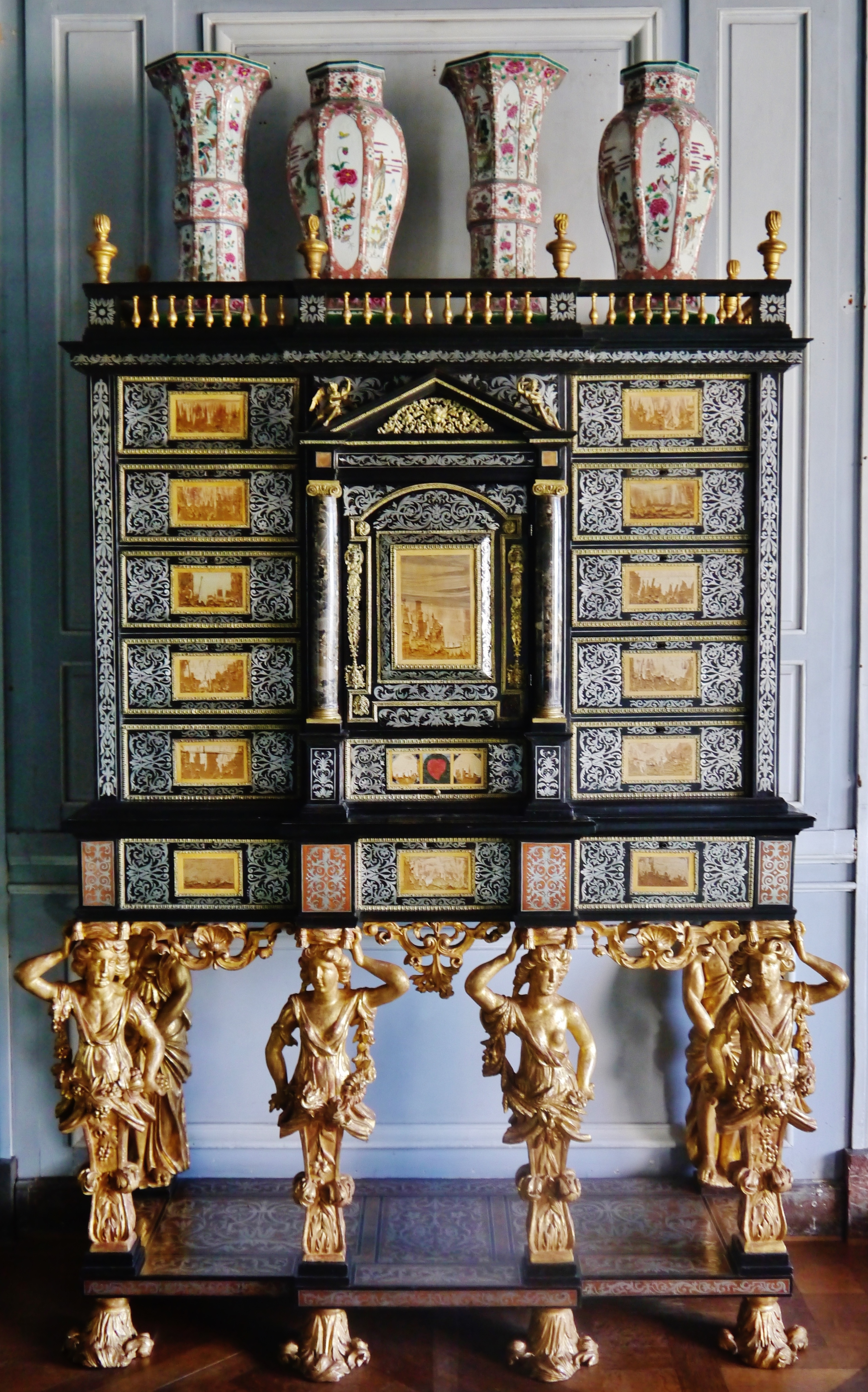
Секретер чёрного дерева с интарсиями. XVII в. Дворец Во-ле-Виконт
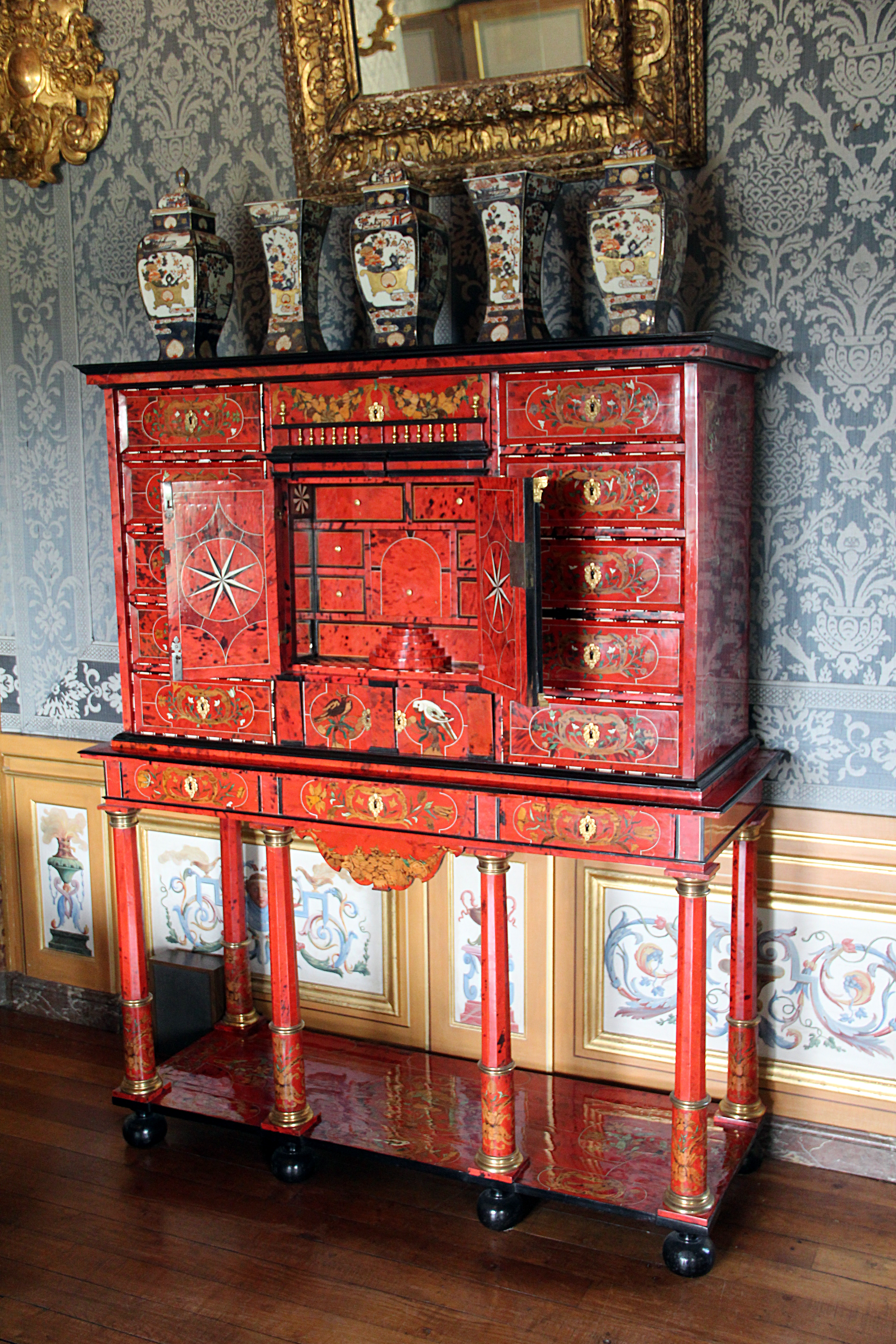
Кабинет-секретер. Интарсия черепаховым панцирем. XVIII в. Дворец Во-ле-Виконт
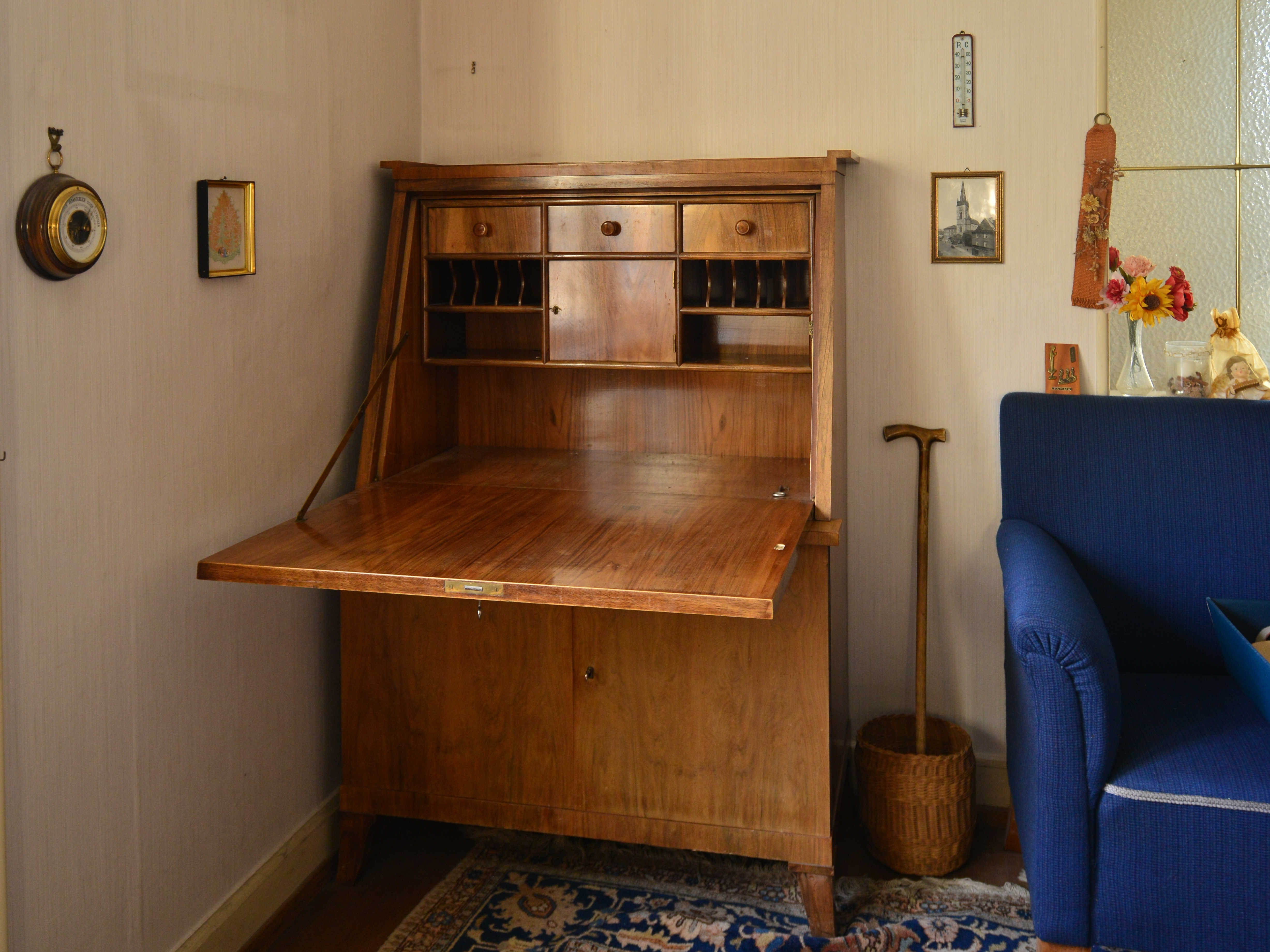
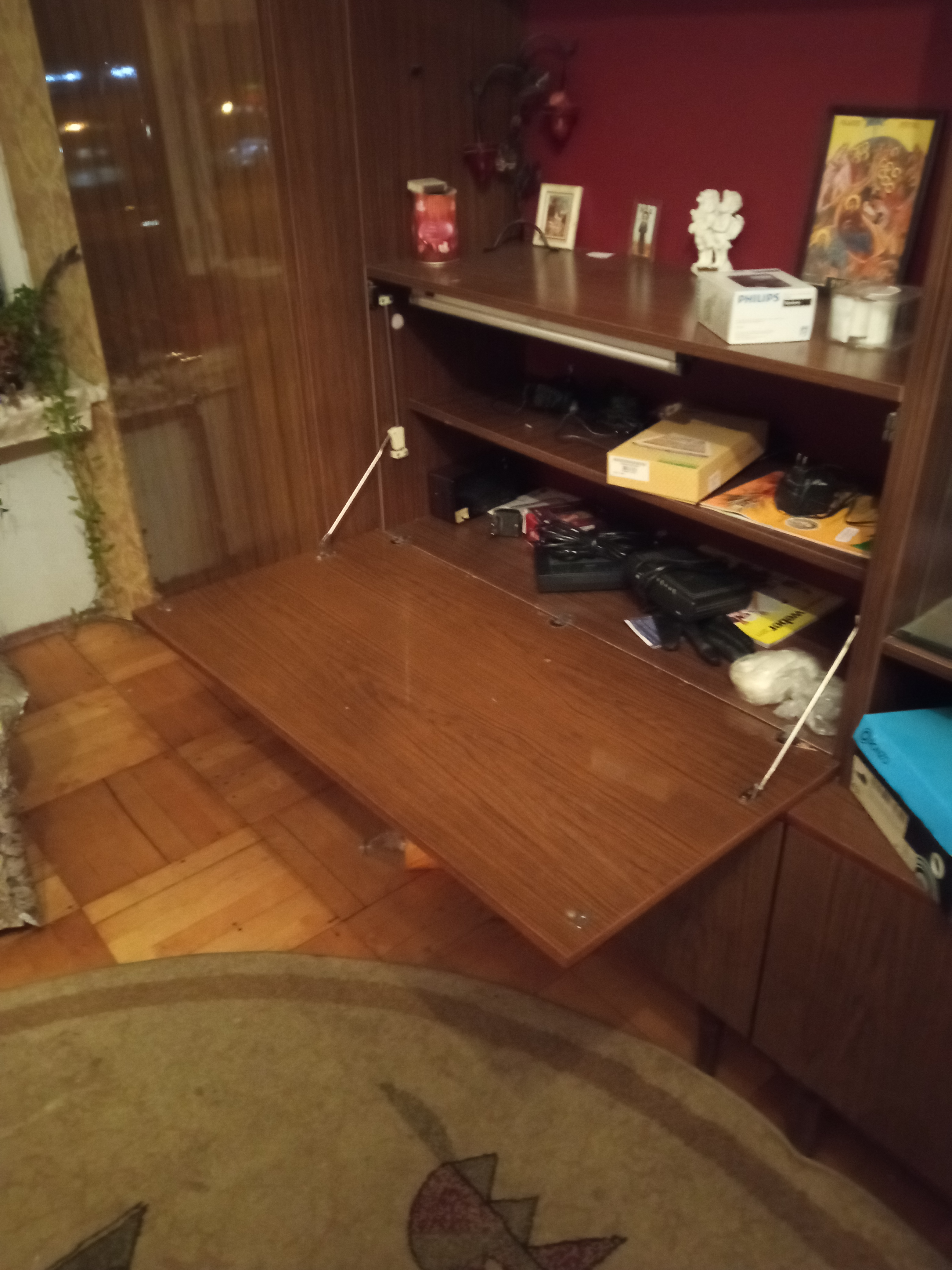
Секретер в мебельной стенке

Первые секретеры считали «дамской мебелью», они представляли собой столики со шкафчиком для бумаг и откидной доской для написания писем. Позднее секретеры увеличились в размерах, получили бо́льшее количество ящичков и стали использоваться в основном для хранения деловых бумаг. Большое количество ящичков позволяло удобно систематизировать бумаги, а хитроумные замки, сложные системы запирания, потайные отделения обеспечивали достаточную надёжность секретера. Особой популярностью пользовались секретеры с различными секретными замками и механизмами, которые выполнял механик и часовой мастер Петер Кинцинг (1745—1816). Такие секретеры близки по форме и конструкции к письменным бюро, отсюда досадная путаница в названиях. Например, знаменитое «Королевское бюро Людовика XV» (Bureau du Roi), начатое выдающимся французским мастером-мебельщиком Ж.-Ф. Эбеном в 1760 году, в некоторых источниках, вопреки историческому названию, именуют «королевским секретером».
Выдающимся мастером секретеров в конце XVIII века был немецкий мебельщик Давид Рёнтген. Он работал в Гамбурге, а затем, в 1770 году, в Нойвиде близ Кобленца и со временем создал невиданное по тем временам предприятие, не имевшее себе равных в Европе с филиалами в Берлине и Вене. В Париже он стал придворным поставщиком французского короля, а в Россию поставлял мебель для императрицы Екатерины II. Ранние изделия мастерской, выполненные в стиле рококо, отличались изящного рисунка маркетри — декором наборного дерева, выполненным с особой тонкостью. В этой технике, изначально заимствованной у фламандских мастеров, работал сотрудничавший с Рёнтгеном рисовальщик и гравёр Януариус Цик.
Секретеры бывают крупными и миниатюрными. В частности, сохранились упоминания о дорожном секретере Наполеона Бонапарта. Небольшой секретер в сложенном виде мог легко разворачиваться, а благодаря большому количеству выдвижных ящичков был весьма вместителен и удобен — по воспоминаниям, даже в походной повозке император работал за ним почти с таким же комфортом, как в своём парижском кабинете.
Ещё позднее появились дорожные бытовые, косметические, медицинские и прочие разновидности секретеров.